# Dyckia cinerea
Dyckia cinerea är en gräsväxtart som beskrevs av Carl Christian Mez. Dyckia cinerea ingår i släktet Dyckia och familjen Bromeliaceae. Inga underarter finns listade i Catalogue of Life.